# Jelenice (Vítkov)

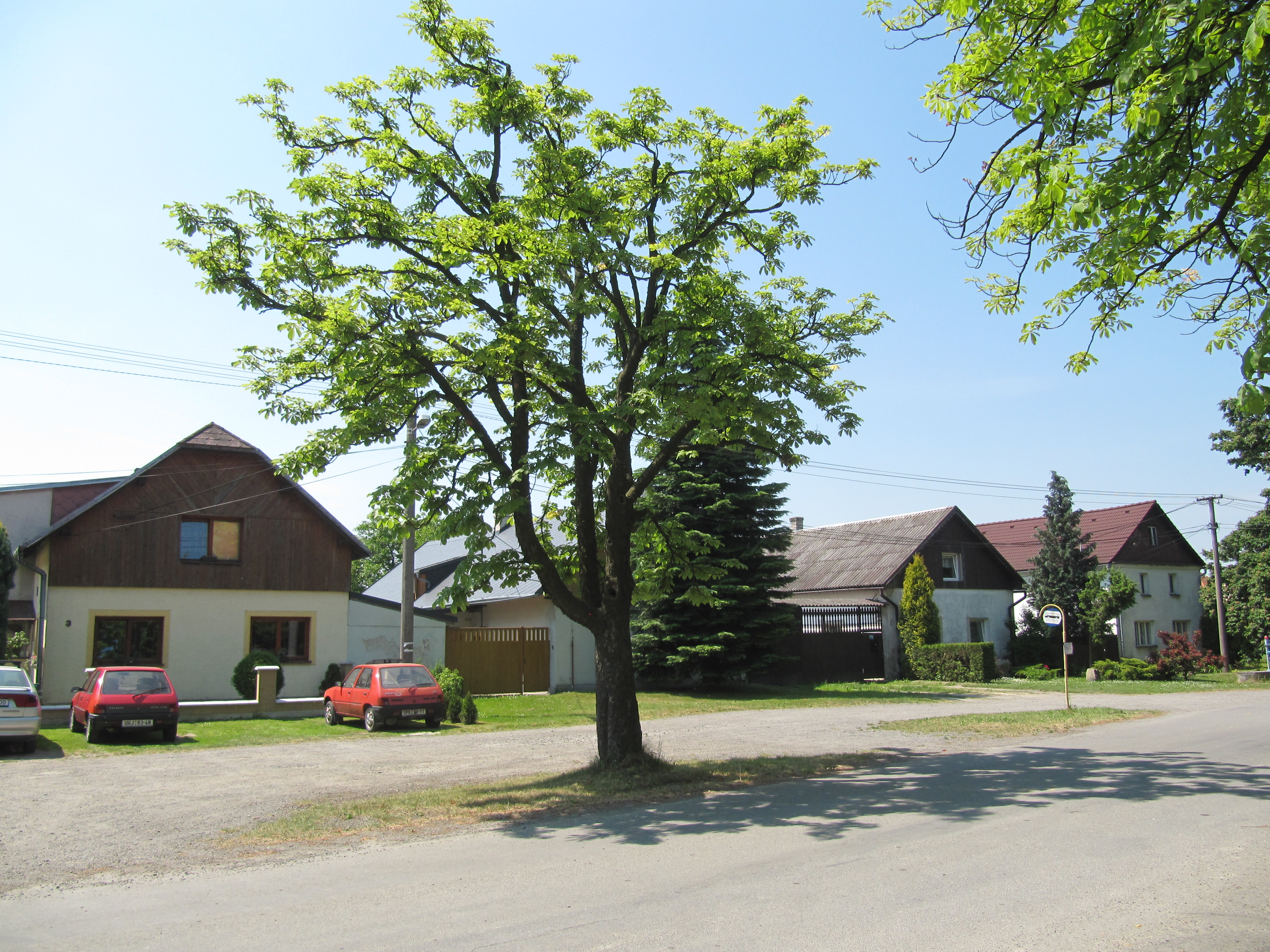
Dorfplatz

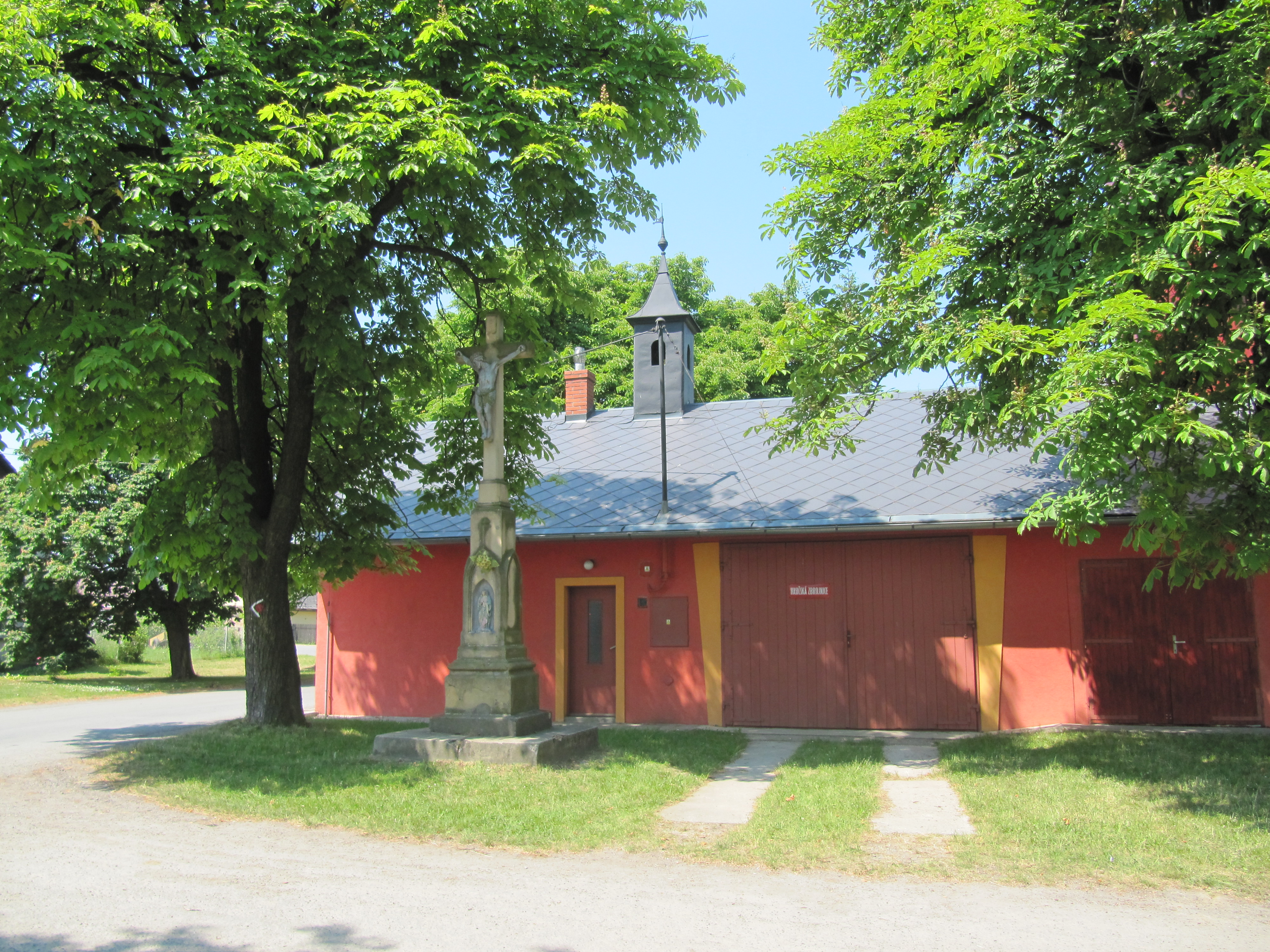
Kreuz und Spritzenhaus

Jelenice (deutsch Hirschdorf) ist ein Ortsteil der Stadt Vítkov in Tschechien. Er liegt sechseinhalb Kilometer nordöstlich von Vítkov und gehört zum Okres Opava.

## Geographie
Jelenice befindet sich auf einer Anhöhe in der Vítkovská vrchovina (Wigstadtler Berge). Nördlich erheben sich die Vlčí hůra (469 m n.m.) und die Bukovina (485 m n.m.), im Nordosten der Lán (524 m n.m.), südöstlich der Na Koutech (533 m n.m.) und im Südwesten der Kamenný vrch (518 m n.m.). Am südlichen Ortsrand verläuft die Staatsstraße II/462 zwischen Vítkov und Lesní Albrechtice. Das von ausgedehnten Wäldern umgebene Dorf liegt im Naturpark Moravice; gegen Westen und Norden liegt das Mohratal, nördlich der Hirschgarten.
Nachbarorte sind Albrechtický Mlýn, Domoradovice, Žimrovice und Kajlovec im Norden, Bukovina, Hradečná und Jakubčovice im Nordosten, Lesní Albrechtice im Osten, Leskovec, Březová und Gručovice im Südosten, Dršlovec, Jančí und Větřkovice im Süden, Prostřední Dvůr und Veselka im Südwesten, Nýtek, Podhradí, Annino údolí und Dubová im Westen sowie Vendelín, Javoří, Radkov, Filipovice und Zábřemí im Nordwesten.

## Geschichte
Das Dorf Vojtovice war eine Gründung der Benediktinerpropstei Březová (Briesau). Nach der Zerstörung der Propstei durch die Hussiten im Jahre 1427 wurden die Güter der Propstei zwischen den Herrschaften Grätz und Fulnek aufgeteilt, wobei der nördliche Teil zu Grätz kam. Die letzte Erwähnung von Fojtovice erfolgte 1584. Während des Dreißigjährigen Krieges erlosch das Dorf.
An der Stelle des wüsten Dorfes Fojtovice ließ die Herrschaft Grätz den Meierhof Hirschhof anlegen. Im Jahre 1720 wurde der Hirschhof auf Veranlassung von Erdmann Christoph Proskowsky von Proskau neu besiedelt. Friedrich Carl Johann Amadeus Fürst Lichnowsky hob 1782 den Hirschhof auf, ließ dessen Fluren parzellieren und eine Kolonie anlegen. Am 21. Februar 1783 erfolgte die erste urkundliche Erwähnung von Hirschdorff.
Im Jahre 1834 bestand die Dominikalsiedlung Hirschdorf aus 23 Häusern, in denen 200 mährischsprachige Personen lebten. Haupterwerbsquellen bildeten der Ackerbau und die Tagelöhnerei. Pfarr- und Schulort war Briesau. 1836 wurde in Hirschdorf eine Trivialschule eröffnet. Bis zur Mitte des 19. Jahrhunderts blieb Hirschdorf der Minderherrschaft Grätz untertänig.
Nach der Aufhebung der Patrimonialherrschaften bildete Jelenice / Hirschdorf ab 1849 eine Gemeinde im Gerichtsbezirk Wigstadtl. Ab 1869 gehörte Hirschdorf zum Bezirk Troppau. Zu dieser Zeit hatte das Dorf 200 Einwohner und bestand aus 35 Häusern. In der zweiten Hälfte des 19. Jahrhunderts wurde das Dorf deutschsprachig. Die Schule wurde 1899 geschlossen. Im Jahre 1900 lebten in Hirschdorf 177 Personen, 1910 waren es 149. Beim Zensus von 1921 lebten in Hirschdorf 145 Menschen, davon 97 Deutsche und 46 Tschechen. 1925 wurde eine tschechische Minderheitenschule eröffnet. Im Jahre 1930 bestand Hirschdorf aus 41 Häusern und hatte 166 Einwohner (85 Deutsche, 81 Tschechen); 1939 waren es 145.  1936 eröffnete eine Bürgerschule. Nach dem Münchner Abkommen wurde die mehrheitlich deutschsprachige Gemeinde 1938 dem Deutschen Reich zugesprochen und gehörte bis 1945 zum Landkreis Troppau. Nach dem Ende des Zweiten Weltkrieges kam die Gemeinde zur Tschechoslowakei zurück, die meisten der deutschsprachigen Bewohner wurden vertrieben. 1949 wurde Jelenice dem neu gebildeten Okres Vítkov zugeordnet, der bei der Gebietsreform von 1960 wieder aufgehoben wurde. Im Jahre 1950 hatte das Dorf 112 Einwohner. 1961 wurde Jelenice nach Větřkovice und mit diesem zusammen am 1. Januar 1979 nach Vítkov eingemeindet. Beim Zensus von 2001 lebten in den 25 Häusern von Jelenice 96 Personen. Über die Hälfte der Gemarkung besteht aus Wald.

## Ortsgliederung
Der Ortsteil Jelenice bildet einen Katastralbezirk, der durch Větřkovice vom übrigen Gemeindegebiet abgetrennt ist.

## Sehenswürdigkeiten
- Steinernes Kreuz auf dem Dorfplatz

## Söhne und Töchter des Ortes
- Ildefons Pauler (1903–1996), Hochmeister des Deutschen Ordens